# Austin Wright
Austin McGiffert Wright (Yonkers, 6 settembre 1922 – Cincinnati, 23 aprile 2003) è stato uno scrittore, critico letterario e saggista statunitense, professore emerito di inglese all'Università di Cincinnati.

## Biografia
Austin Wright crebbe a Hastings-on-Hudson, un suburbio di New York, figlio del geografo John Kirtland Wright e di Katharine McGiffert. Suo zio era Austin Tappan Wright, autore del romanzo utopico Islandia.
Si laureò alla Università Harvard nel 1943 e servì nell'esercito statunitense dal 1943 al 1946. Nel 1948 conseguì un master's degree all'Università di Chicago e un Ph.D. nel 1959.
Sposò Sara Hull nel 1950, con cui ebbe tre figli, Joanna Wright (morta nel 2000), Katharine Wright di Berkeley (California) e Margaret Wright, e due nipoti, Madeline Giscombe ed Elizabeth Perkins.

## Opere

### Romanzi
- Camden's Eyes, Doubleday, 1969
- First persons: a novel, Harper & Row, 1973
- The Morley mythology, Harper & Row, 1977
- Tony and Susan, Baskerville Publishers, 1993

Tony & Susan, traduzione di Laura Noulian, Adelphi, 2011, ISBN 978-8845926198
- After Gregory: a novel, Baskerville Publishers, 1994
- Telling time: a novel, Baskerville Publishers, 1995
- Disciples, Baskerville Publishers, 1997

### Saggi
- The American short story in the twenties, University of Chicago Press, 1961
- The art of the short story: an introductory anthology, John Leeds Barroll ed Austin McGiffert Wright, Allyn and Bacon, 1969
- Formal Principle in the Novel, Cornell University Press, 1982, ISBN 978-0-8014-1462-6
- Recalcitrance, Faulkner, and the professors: a critical fiction, University of Iowa Press,  1990, ISBN 978-0-87745-301-7

## Premi e riconoscimenti
- Premi Whiting
  - 1985 - Whiting Writers' Award [2]